# Teghenik
Teghenik là một đô thị thuộc tỉnh Kotayk, Armenia. Dân số ước tính năm 2011 là 695 người.